# Lijst van nummer 1-hits in Duitsland in 2001
Deze hits stonden in 2000 op nummer 1 in de Musikmarkt Top 100, de bekendste hitlijst in Duitsland.
| Datum        | Artiest                                  | Titel                             |
| ------------ | ---------------------------------------- | --------------------------------- |
| 5 januari    | Christian                                | Es ist geil ein arschloch zu sein |
| 12 januari   | Christian                                | Es ist geil ein arschloch zu sein |
| 19 januari   | Christian                                | Es ist geil ein arschloch zu sein |
| 26 januari   | Eminem & Dido                            | Stan                              |
| 2 februari   | OutKast                                  | Ms. Jackson                       |
| 9 februari   | OutKast                                  | Ms. Jackson                       |
| 16 februari  | No Angels                                | Daylight in your eyes             |
| 23 februari  | No Angels                                | Daylight in your eyes             |
| 2 maart      | No Angels                                | Daylight in your eyes             |
| 9 maart      | No Angels                                | Daylight in your eyes             |
| 16 maart     | No Angels                                | Daylight in your eyes             |
| 23 maart     | No Angels                                | Daylight in your eyes             |
| 30 maart     | Crazy Town                               | Butterfly                         |
| 6 april      | Crazy Town                               | Butterfly                         |
| 13 april     | Crazy Town                               | Butterfly                         |
| 20 april     | Crazy Town                               | Butterfly                         |
| 27 april     | Crazy Town                               | Butterfly                         |
| 4 mei        | Depeche Mode                             | Dream On                          |
| 11 mei       | Crazy Town                               | Butterfly                         |
| 18 mei       | Atomic Kitten                            | Whole again                       |
| 25 mei       | Atomic Kitten                            | Whole again                       |
| 1 juni       | Atomic Kitten                            | Whole again                       |
| 8 juni       | Atomic Kitten                            | Whole again                       |
| 15 juni      | Atomic Kitten                            | Whole again                       |
| 22 juni      | Atomic Kitten                            | Whole again                       |
| 29 juni      | Dante Thomas & Pras                      | Miss California                   |
| 6 juli       | Christina Aguilera, Lil' Kim, Mýa & P!nk | Lady Marmalade                    |
| 13 juli      | Shaggy & Rayvon                          | Angel                             |
| 20 juli      | Shaggy & Rayvon                          | Angel                             |
| 27 juli      | Shaggy & Rayvon                          | Angel                             |
| 3 augustus   | Shaggy & Rayvon                          | Angel                             |
| 10 augustus  | Uncle Kracker                            | Follow me                         |
| 17 augustus  | Uncle Kracker                            | Follow me                         |
| 24 augustus  | No Angels                                | There must be an angel            |
| 31 augustus  | No Angels                                | There must be an angel            |
| 7 september  | No Angels                                | There must be an angel            |
| 14 september | No Angels                                | There must be an angel            |
| 21 september | No Angels                                | There must be an angel            |
| 28 september | Enya                                     | Only Time                         |
| 5 oktober    | Enya                                     | Only Time                         |
| 12 oktober   | Enya                                     | Only Time                         |
| 19 oktober   | Enya                                     | Only Time                         |
| 26 oktober   | Enya                                     | Only Time                         |
| 2 november   | Enya                                     | Only Time                         |
| 9 november   | Kylie Minogue                            | Can't get you out of my head      |
| 16 november  | Afroman                                  | Because I Got High                |
| 23 november  | Sarah Connor                             | From Sarah with love              |
| 30 november  | Sarah Connor                             | From Sarah with love              |
| 7 december   | Sarah Connor                             | From Sarah with love              |
| 14 december  | Bro'Sis                                  | I believe                         |
| 21 december  | Bro'Sis                                  | I believe                         |
| 28 december  | Bro'Sis                                  | I believe                         |